# Husby-Rekarne landskommun
Husby-Rekarne landskommun var en tidigare kommun i Södermanlands län.

## Administrativ historik
Den inrättades i Husby-Rekarne socken i Österrekarne härad i Södermanland när 1862 års kommunalförordningar började gälla den 1 januari 1863.
Vid kommunreformen 1952 bildade den storkommun med tidigare kommunen Näshulta landskommun.
Kommunen upplöstes med utgången av år 1970, då området tillfördes Eskilstuna kommun.

### Kyrklig tillhörighet
I kyrkligt hänseende tillhörde kommunen Husby-Rekarne församling. Den 1 januari 1952 tillkom Näshulta församling.

## Geografi
Husby-Rekarne landskommun omfattade den 1 januari 1952 en areal av 224,87 km², varav 210,39 km² land. Efter nymätningar och arealberäkningar färdiga den 1 januari 1961 omfattade landskommunen samma datum en areal av 225,80 km², varav 212,87 km² land.

### Tätorter i kommunen 1960
| Tätort             | Folkmängd |
| ------------------ | --------- |
| Skogstorp, del ava | 1 223     |
| Hållsta            | 321       |

Tätortsgraden i kommunen var den 1 november 1960 43,4 procent.

## Politik

### Mandatfördelning i valen 1938-1966
| 18 | 2 | 1 | 3 |

| 22 |

| 19 | 2 | 1 | 2 |

| 21 |

| 1 | 17 | 1 | 3 | 2 |

| 23 |

| 22 | 5 | 7 |  |

| 34 |

| 20 | 5 | 7 | 3 |

| 32 |

| 21 | 5 | 6 | 3 |

| 30 | 5 |

| 21 | 5 | 6 | 3 |

| 31 |

| 19 | 6 | 6 | 4 |

| 29 | 6 |